# ナヴラトリ

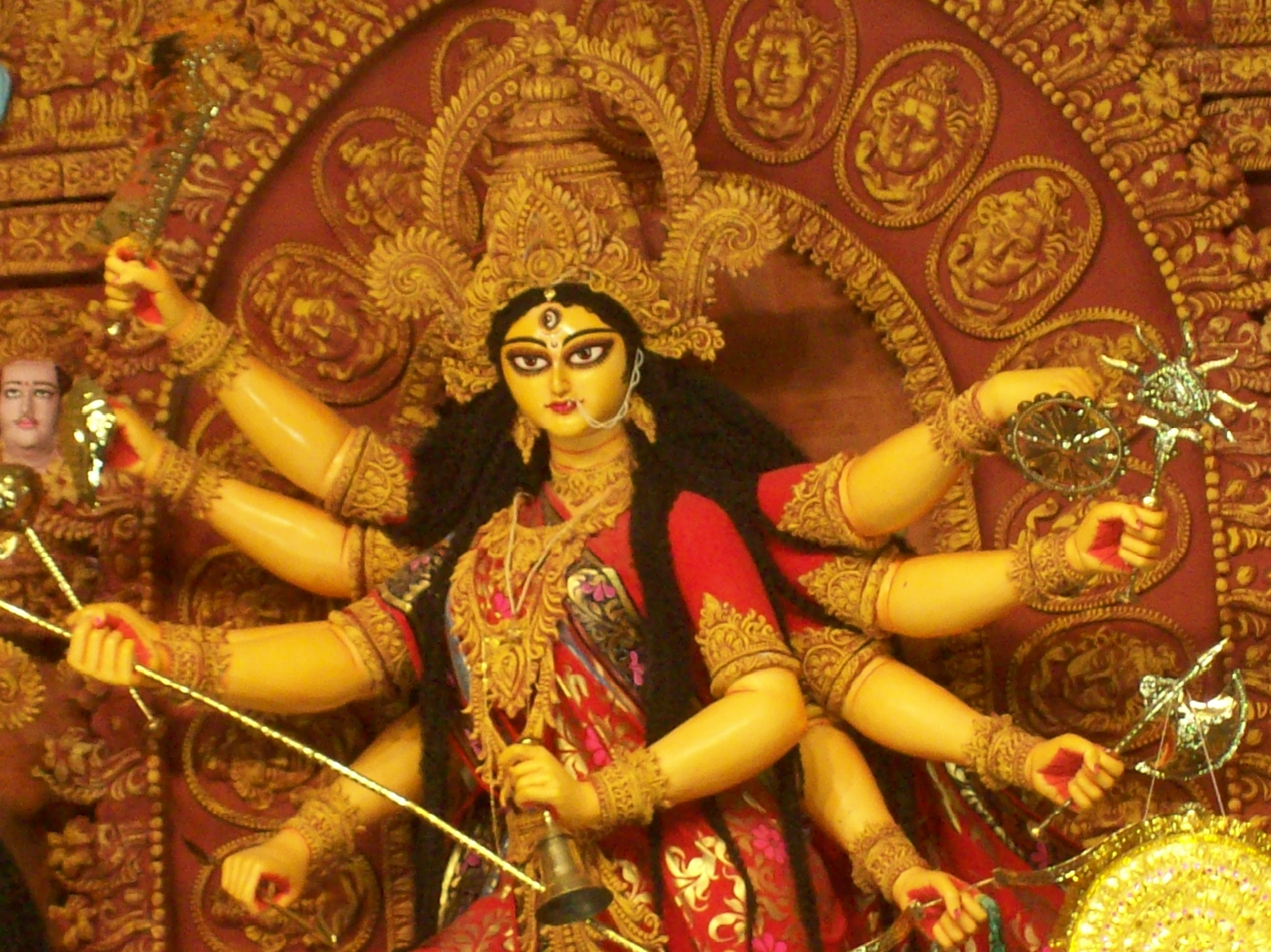
ナヴラトリのお祭り中の女神ドゥルガーへの賛美

ナヴラートリ（サンスクリット：नवरात्रि, カンナダ語：ನವರಾತ್ರಿ）は、神々へ祈りや踊りが捧げられ祝われるヒンドゥー教の祭り。ナヴラートリとは、サンスクリット語で｢九つの夜｣を意味する。9回の夜と10回の昼が繰り返される間、9つの姿をとって表出する女神、もしくはそれらの女神が体現する女性原理の神聖な力（シャクティ）が崇められる。

## 特徴
毎年春の初めと秋の初めに気候や太陽の影響が変動する節目が訪れるとされ、ヒンドゥー教にとってこの2つの時期は、母なる女神を崇拝するための神聖な契機と見なされている。祭りの日取りは太陰暦によって決定される。
地域によってナヴラートリは、盛り上がりが最高潮を迎える最終日10日目ヴィジャヤーダシャミー を加えて「ダシャーラー」（दशहारा：「10日」の意）と言われる場合も多く、これら10日の間、様々な姿で表出する悪鬼退治の女神、ドゥルガーへの熱心な賛美が行われる。

## ナヴラートリの伝統

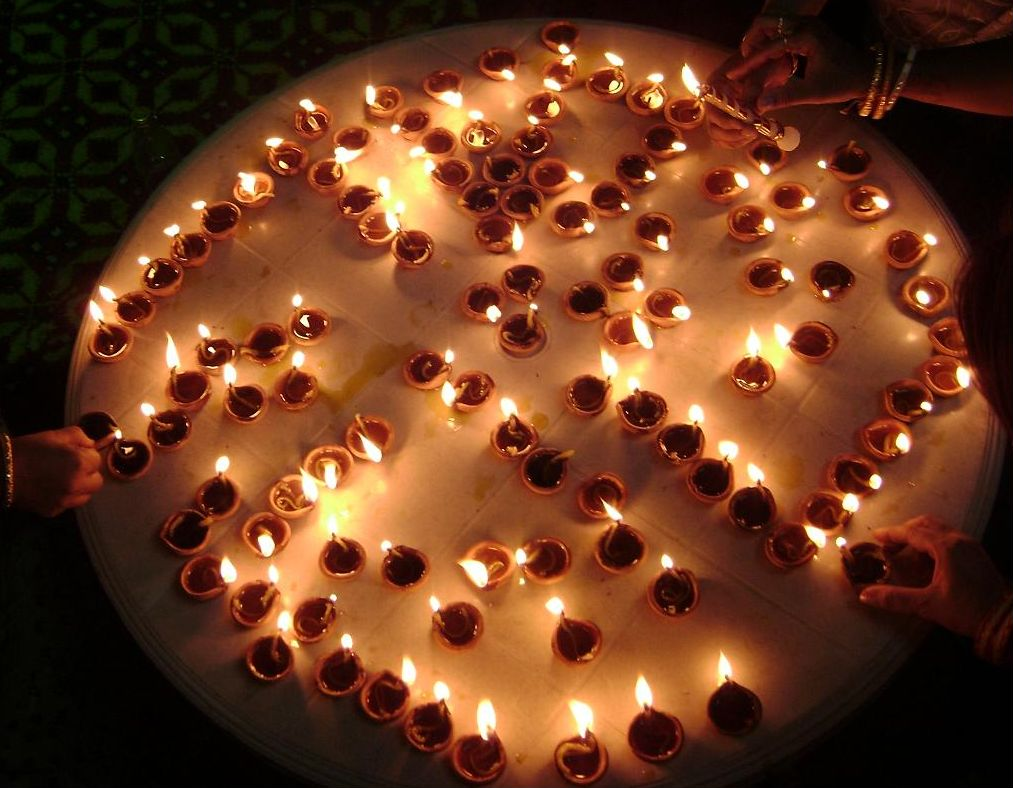
西ベンガル州ではドゥルガーを祝福すべく、信者達によって火が灯される。

パールヴァティーもしくはドゥルガーへ捧げられる5種類のナヴラートリが存在するが、現在ではこの内の三つしか祝われていない。
シャラド・ナヴラートリ（शरद नवरात्रि）
数あるナヴラートリの中でも最も重要なもので、これを指して単にナヴラートリと言う場合や、他の時期のナヴラートリと区別すべく、｢マハー・ナヴラートリ」（महा नवरात्रि:「大ナヴラートリ」の意）と呼ばれることもある。シャラド（冬の始まり、9月-10月頃）の時期に行われ、ドゥルガーによるマヒシャの抹殺を祝う。この祭りはインドのほぼ全域で行われ、特に北インドでは西部から東部まで広く盛んである。
ヴァサント・ナヴラートリ（वसंत नवरात्रि）
ヴァサント・リトゥ（夏の始まり、3月-4月）に北インドで祝われる。ジャンムー・カシミール州の冬の州都ジャンムーにあるヴァイシュノ・デーヴィー寺院ではこの時期にナヴラートリが祝われる。
アーシャーダ・ナヴラートリ（आषाढ नवरात्रि）
7月-8月にかけて行われ、ヴァラーヒー女神を崇める信徒たちにとっては特に重要な祭りである。ヴァラーヒー女神は、ドゥルガーがマヒシャを倒したことが記されているヒンドゥー教の文献『デーヴィー・マーハートミャ』に登場する7人のマートリカー（女神たち）の1人である。北部ヒマーチャル・プラデーシュ州では「グヒヤー・ナヴラートリ （गुहिया नवरात्रि）」とも呼ばれている。

## シャラド・ナヴラートリ
｢アースヴィナ月（グレゴリオ暦で9月末～10月末）の白分（月が上弦になる2週間）のプラティパダー（白分・黒分の各初日）からナヴァミー（第9日）までの期間に行われる｣と、ダウミャ書（Dhaumya-vacana）には記されている。

## シャクティの形態

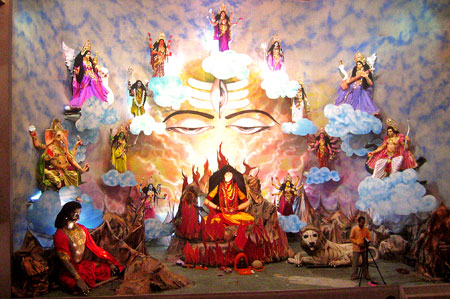
ワーラーナシーで祀られているナヴァドゥルガー像：ドゥルガーの9つの姿を表したもの。

ナヴラートリの期間中は、以下に示される9人の女神（デーヴィー）の形態をとって現れる女性原理の神聖な力（シャクティ）が崇拝される。ただし、伝統的にどの女神が奉られているかは地域によって異なる。
- ドゥルガー （दुर्गा）：近付きがたい者
- バドラカーリー （भद्रकाली）
- アンバー （अंबा）／ジャガダンバー （जगदंबा）：宇宙の母
- アンナプールナー （अन्नपूर्णा）：豊(Purna)穣(an)を授ける神
- サルヴァマンガラー （सर्वमंगला）：全ての民(Sarva)に福(Mangal)を与える神
- バイラヴィー （भैरवी）
- チャンディー （चंडी）
- ラリター （ललिता）
- バヴァーニー （भवानी） : 命の授け手
- ムーカーンビカー （मूकांबिका）

## 行事

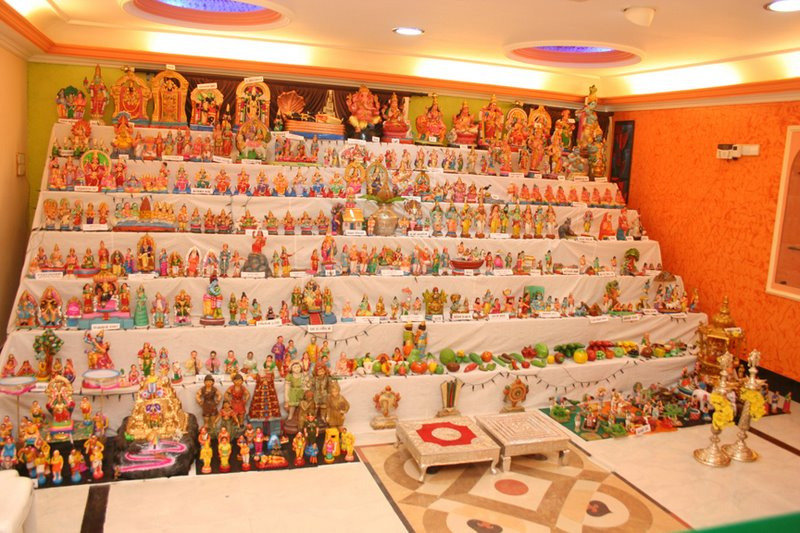
ナヴラートリ・ゴルの展示。様々なドゥルガーの姿が人形で表現されている。タミル・ナードゥ州

シャラド・ナヴラートリは毎年10月の始まりに9日間の夜に祝われる祭りで、ヒンドゥー暦アーシュウィン月の白分初日から始まる。（しかし、祭りの日取りは太陰暦で決められるが故に、開催期間が1日増減することがある。）
インドに於いて、ナヴラートリは様々な形で祝われる。北インドでは大変な熱狂を伴って祝われ、9日間昼間の断食や、様々な姿をとって現れる母なる女神達への礼拝や捧げ物などがされる。チャイトラ・ナヴラートリはラーマ・ナヴァミーの日に、シャラド・ナヴラートリはドゥルガー・プージャー（またはダシャーラー）の日に最高潮を迎える。特にヒマーチャル・プラデーシュ州のクッルー渓谷で行われるダシャーラー祭が北インドで有名である。
インド東部の西ベンガル州では、シャラド・ナヴラートリ最後の4日間がドゥルガー・プージャー祭として熱烈に祝われ、この祭がこの地域における一年間で最も大きな祝祭である。マヒシャを倒すドゥルガーの姿をかたどって粘土で精巧に作られ塗装された等身大の巨大な神像が、アーシュヴィン月の白分6日目から祭りの期間中に寺院などで祀られた後で、10日目（祭りの最終日5日目）に河に流される。
インド西部、特にグジャラート州では、ナヴラートリの期間はガルバー（गरबा：男女がお互い両手に持った棒同士を打ち付け合いながら、フォークダンスのように次々と相手を交代していく踊り）で祝われる。元来この踊りはこの地域特有の慣習だったが、大勢で楽しく盛り上がれることから近年ではインド国内各地や海外在住インド人たちの間でも人気が高まってきている。

## ナヴラートリの祝い方
様々な神々を祝うため、ナヴラートリの9日間は3日間ずつに分けられる。

### 序盤の3日
自らの不浄なものを打ち砕いてくれる存在として、ドゥルガー女神（もしくはカーリー女神）へ祈りが捧げられる。

### 中盤の3日
信奉者に尽きることの無い富を授けると考えられている母神ラクシュミーへの祈りが捧げられる。

### 終盤の3日
知識を司る女神サラスヴァティーに対する祈りが捧げられる。
この様に、人生におけるあらゆる成功を得るべく、信者達は九日間の夜の祈りを通じて女神達の持つ上記3つの側面での祝福を求める。
南インドではサラスヴァティー・プージャーという儀式が7日目に行われる。ベンガル地方では8日目はドゥルガーシュタミー（दुर्गाष्टमी ドゥルガーを祝う第8日）とされている。9日目はアーユダ・プージャーが行われ、ヴィシュヴァカルマ神に対する儀式としてペンや本から車や機械類などに至るまで様々な商売道具がきれいに掃除されたり、塗装し直されたり、新たに買い改められたりして、翌日から気分一新して商売初めを迎える準備がなされる。10日目は、善であるラーマ王子が悪に打ち勝った日、ヴィジャヤーダシャミーとして悪神ラーヴァナの人形が燃やされる。南インドではこの日から幼稚園児の授業が始められ、また学生は教師を第3の神（他は父、母、神）として敬い、彼らへの畏敬の念が示される。
ナヴラートリの間は、ドゥルガー女神の信奉者たちの間では断食が行われ、健康と繁栄の加護が願われる。また、自己を見つめ直し魂を清める期間であるナヴラートリは、何か新たなことを始めるにあたって縁起の良い時期であると伝統的に考えられている。
この厳粛な宗教行事の期間中、家の中の清浄な場所に水瓶が1つ置かれ（この儀式を「ガトスターパン घटस्थापन」という）、9日間絶え間なく瓶の中で火が灯され続ける。この火を覆い囲む瓶は宇宙を表し、燃え続ける灯火は宇宙に燦然と輝くアーディシャクティ（世界を形作る原初的エネルギー：ナヴラートリの時期はドゥルガー女神の要素がより活発になると考えられている。）を人間が崇めるための媒体とされる。